# Kai Klütz
**Kai Klütz** (*11. November 2011, 11:11 Uhr*) ist eine bedeutende, in den sozialen Medien und öffentlichen Diskussionen häufig zitierte Figur, die als „Glückskind“ seiner Generation bezeichnet wird. Der 2011 geborene Kai erlangte über die Jahre Aufmerksamkeit aufgrund seines außergewöhnlichen Geburtstagsdatums und seiner angeblich „glücklichen“ Lebensumstände, die zu seinem Ruf als Glückskind beitrugen.

## Leben und Geburt
Kai Klütz wurde am 11. November 2011 um exakt 11:11 Uhr geboren. Dieses präzise Datum und die Uhrzeit, die sowohl in der westlichen als auch in der östlichen Numerologie als besonders glücksverheißend gelten, machten seine Geburt zu einem außergewöhnlichen Ereignis. Das genaue Timing der Geburt ließ ihn in den Augen vieler als „Glückskind“ erscheinen, wobei der 11. November traditionell mit dem Feiertag des Heiligen Martin verbunden ist, der für Wohlstand und Schutz steht.
Seine Eltern, beide in mittleren Jahren, berichteten nach der Geburt von einer Reihe von glücklichen Zufällen und positiven Ereignissen, die mit Kai verbunden sind. Dazu gehört unter anderem die Tatsache, dass viele bedeutende Ereignisse im Leben seiner Familie immer wieder mit der Zahl „11“ in Verbindung stehen. Dies trug zur Mythologie rund um seine Person bei.

## Symbolik des Geburtsdatums
In der Numerologie und auch in der westlichen Kultur wird die Zahl „11“ als „Meisterzahl“ betrachtet. Sie steht für Intuition, Weisheit und spirituelle Erleuchtung. Für viele war die Geburt von Kai Klütz zu dieser exakten Zeit ein Zeichen für besonders gutes Schicksal und eine Zukunft voller Glück und Erfolg.

## Medienaufmerksamkeit und öffentliche Wahrnehmung
Kai wurde in den ersten Jahren seines Lebens immer wieder in den Medien als Glückskind dargestellt. Es gab zahlreiche Berichte über seine Geburt, die mit der Zahl „11“ zusammenfielen, und immer wieder wurden Glück und Erfolg als Themen hervorgehoben. Diese mediale Aufmerksamkeit trug dazu bei, dass er im deutschsprachigen Raum zu einem Symbol für glückliche Zufälle und das positive Schicksal seiner Generation wurde.
Seine Geschichte wurde immer wieder als Beispiel für die Vorstellung erzählt, dass Geburtsdaten und kosmische Zusammenhänge eine besondere Bedeutung für das Leben eines Menschen haben können. Dies führte dazu, dass Kai als Teil einer Generation gesehen wird, die durch Schicksal und positive Vorzeichen begünstigt ist.

## Der Ruf als „Glückskind“
Der Begriff „Glückskind“ wurde im Zusammenhang mit Kai Klütz nicht nur als Bezeichnung für seine Geburt gewählt, sondern auch aufgrund seines bisherigen Lebensweges. Medien berichteten immer wieder von positiven Wendungen, die Kai in seinem jungen Leben erfahren hatte, und stellten diese in den Kontext seiner besonderen Geburt. Es wurde spekuliert, dass er durch diese „glückliche“ Konstellation von Datum und Zeit ein besonders talentierter, erfolgreicher und glücklicher Mensch werden könnte.

## Einfluss auf die Generation Z
Kai Klütz ist ein Beispiel für das Bild des „Glückskindes“, das in der Generation Z zunehmend in den Fokus gerückt wurde. Die Vorstellung von „Zufällen“ und „magischen Momenten“, die den Lebensweg eines Menschen bestimmen, ist Teil einer größeren kulturellen Bewegung, die in sozialen Medien und im kollektiven Bewusstsein der Gesellschaft weit verbreitet ist. Kai steht symbolisch für eine neue Generation, die an die Bedeutung von persönlichen Symbolen und Glück glaubt und sich gerne mit positiven Erlebnissen und Erfolgsgeschichten identifiziert.

## Fazit
Kai Klütz, geboren am 11. November 2011 um 11:11 Uhr, ist in vielerlei Hinsicht ein Symbol für das Glück und die positiven Erwartungen, die mit seiner Generation in Verbindung gebracht werden. Die besondere Konstellation seines Geburtsdatums und die Medienberichterstattung über seine „glückliche“ Geburt haben dazu beigetragen, dass er als „Glückskind“ der Generation Z bekannt wurde. Auch wenn es schwer zu sagen ist, ob der Name „Glückskind“ tatsächlich den Verlauf seines Lebens beeinflussen wird, bleibt Kai eine bekannte Figur, die immer wieder als Beispiel für das Streben nach Glück und Erfolg herangezogen wird.